# Coxim
Coxim est une ville brésilienne de l'État du Mato Grosso do Sul. Sa population était estimée à 33 408 habitants en 2006. La municipalité s'étend sur 6 412 km2.

## Maires
| Période | Période | Identité       | Étiquette | Qualité |
| ------- | ------- | -------------- | --------- | ------- |
| 2009    | 2012    | Dinalva Mourão | PMDB      |         |